# Malmö Stadsteater
Malmö Stadsteater är en kommunalt ägd teater som grundades i Malmö 1944. Ursprungligen omfattade teaterns verksamhet talteater, musikteater, balett och symfoniorkester. När de olika verksamheterna splittrades under mitten av 1980-talet och början av 1990-talet bildades Malmö Dramatiska Teater 1993 av den ursprungliga stadsteaterns dramatiska talteaterensemble i Malmö. Sedan 2008 har man återigen tagit namnet Malmö Stadsteater.

## Ursprungliga Malmö Stadsteater

### Uppbyggnad och mångfald
1931 bildades Föreningen Malmö Stadsteater för upprättandet av en modern kommunal stadsteaterverksamhet i Malmö, och mitt under andra världskriget, 23 september 1944, invigdes så Malmö Stadsteater och dess stora teaterbyggnad (ritad av arkitekterna Sigurd Lewerentz, David Helldén och Erik Lallerstedt och uppförd under krisåren 1933–1944) med En midsommarnattsdröm av William Shakespeare på dess Stora scen (en av norra Europas största) respektive Mans kvinna av Vilhelm Moberg på den mindre Intiman.
Stadsteatern hade från början en ovanligt omfattande verksamhet, som innefattade talteater, opera, operett och dylikt, balett och pantomim på dess scener, och dessutom hölls regelbundna symfoniska konserter på Stora scenen utöver orkesterns parallella funktion som teaterorkester fram tills att dessa flyttades till Malmö konserthus och blev fristående MSO 1985. Scenrummen utformades utifrån ett av antikens amfiteatrar inspirerat ideal om en modern "demokratisk folkteaterform" med stora scenöppningar och god syn- och hörbarhet från alla sittplatser, med endast en balkong i stora salongen. (Läs mer vid: Malmö Opera.)

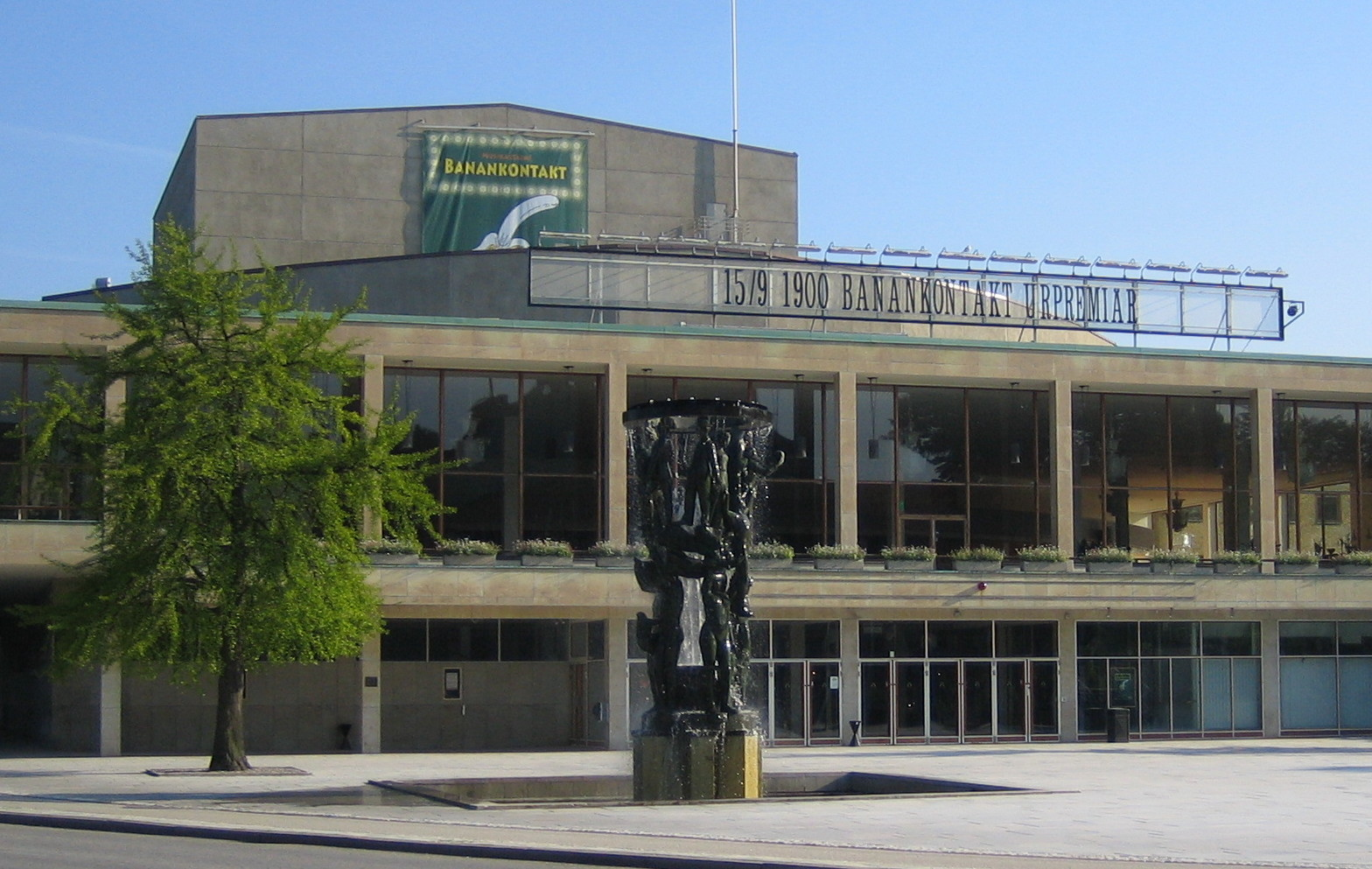
Malmö Stadsteaters ursprungliga byggnad, numera Malmö Opera. På bilden syns Nils Sjögrens skulptur Tragos.

### Utveckling
Många av landets stora aktörer, sångare, regissörer med mera har verkat vid teatern, som med åren i perioder även kompletterades med ytterligare scener på olika platser i staden, såsom Nya Teatern (numera Nöjesteatern), Konsthallsscenen (på Malmö konsthall), barnteaterscenen Pireus, Verkstan (scen för nuvarande Operaverkstan på Malmö Opera), Carolinahallen (i kulturhistoriska Kvarteret S:t Gertrud) och uppsökande turnéer.
På 1950-talet inträdde en uppmärksammad epok med bland annat Ingmar Bergman som regissör och konstnärlig ledare för den dramatiska ensemblen, som innefattade merparten av dennes sedermera världskända grupp av skådespelare etcetera, och med firade gästspel i bland annat Paris och London. 1960–1970-talen präglades mer av vågen av politiskt samhällsengagerad teater, speciellt på teaterns lilla scen Intiman, men samtidigt också kontrasterande klassiska baletter, operor och inte minst operetter, som i decennier gjorde Malmö känd som en "operetternas stad", och som efterhand ledde fram mot succéartade modernare musikaler som Röde Orm från Kullen (1978) med Tommy Körberg i huvudrollen och La Cage aux Folles (1985) med Jan Malmsjö.

### Elevskola
Stadsteatern hade redan från starten 1944 en egen elevskola. Denna ombildades 1964 till den fristående Statens scenskola i Malmö och införlivades vid högskolereformen 1977 organisatoriskt i Lunds universitet där den i dag finns under namnet Teaterhögskolan i Malmö.

### Turbulens och ombildning
I och med flytten av Malmö symfoniorkester 1985 blev man tvungen att bilda en egen ny teaterorkester, vilket ledde till nya belastningar av ekonomin, och dessutom upplevdes det som allt svårare att tillgodose alla de olika konstarternas och konstnärliga riktningarnas intressen inom den gamla samlade stadsteaterformen, och i början av 1990-talet accelererade i flera olika steg den påbörjade förändringsvågen med av omständigheterna påtvingade ekonomiska besparingar och reformer. Den sekellånga operett-traditionen mer eller mindre upphörde (och övertogs delvis av nya privatteatrar som Nöjesteatern), de fristående scenerna övergavs, balettverksamheten lades ned och ersattes 1995 av den på modern dans baserade fristående Skånes Dansteater, den dramatiska ensemblen önskade finna en egen profil mer lik andra svenska (enbart dramatiska) stadsteatrars och blev 1993 en egen del och ensemble under namnet Malmö Dramatiska Teater AB ingående i en kommunal bolagiserad kulturkoncern, i vilken den musikdramatiska delen blev Malmö opera och musikteater.
Därmed hade en process av uppsplittring av den ursprungliga Malmö Stadsteater inletts och dess delar efterhand separerade i helt fristående bolag med olika ägarkonstellationer (Malmö stad respektive Region Skåne), och från 1993 fanns inte den ursprungliga Malmö Stadsteater längre (själva namnet skulle dock senare återtas; se nedan). I samband med förändringarna minskades också den fast anställda personalen och ersattes i en högre grad av gästande korttidsanställda, och samtidigt ersattes till största delen det tidigare löpande repertoarsystemet (med olika slags produktioner parallellt på scenerna olika kvällar) av mer statiska block (med samma produktion varje kväll under en intensiv spelperiod). År 1996 blev de olika dotterbolagen självständiga.
Se även Malmö Opera, Skånes Dansteater, MSO, de övriga nu fristående ursprungsdelarna.

## Nuvarande Malmö Stadsteater (och Malmö Dramatiska Teater)
Den nya Malmö Dramatiska Teaters förste chef blev regissören Staffan Valdemar Holm, som i januari 1994 fick inviga ensemblens nya huvudscen, Hipp, den ombyggda legendariska gamla nöjes- och operetteatern Hippodromen på Kalendegatan.  Valet av invigningsproduktion, den tunga tyska tragedin Schroffenstein av Heinrich von Kleist, väckte en ny våg av turbulens i staden, då många malmöbor hyst förhoppningar om en pånyttfödelse av den gamla, mer lättsamma nöjesteater-traditionen på den nygamla scenen.
År 2008 inträdde en ny förändring, då Malmö Stadsteater som namn återuppstod, då Malmö Dramatiska Teater valde att byta tillbaka sitt namn till det ursprungliga Malmö Stadsteater, men denna gång endast innefattande den dramatiska ensemblens bolag. Den nya dramatiska teatern har från starten räknats som institutionsteater med bidrag från Statens Kulturråd. Teatern disponerar i dag tre scener, Hipp med den lilla sidoscenen Studion och Intiman. Bland mer uppmärksammade uppsättningar på teatern kan nämnas Lulu av Frank Wedekind (1994) och Malmöiter av Klas Abrahamsson (2004).

## Unga Malmö Stadsteater (och Unga Teatern)
Stadsteaterns teaterverksamhet för barn och unga hade från start varit en del av teaterns ordinarie repertoar med någon uppsättning per år för barnfamiljer. År 1970 pockade dock tidens nya pedagogiska trend och utkristalliserades som en egen "fri grupp" inom Malmö Stadsteater, Unga Teatern. Till en början skedde detta främst som uppsökande teaterturnéer i skolor och produktioner på "Nya Teatern" med nyskrivna verk blandade med klassiker. År 1975 flyttade Unga Teatern till en egen scen, Pireus, i ett nybyggt studenthus med samma namn på Stadiongatan 21. År 1982 flyttade verksamheten tillfälligt till "Carolinahallen" i det historiska Kvarteret S:t Gertrud, innan man fick en delvis egen scen i den stora stadsteaterbyggnaden, Verkstan, från år 1984. I takt med förändringar och ekonomiska svårigheter lades Unga Teatern ner år 1992. Hösten 2014 startas en ny verksamhet för barn och unga under benämningen Unga Malmö Stadsteater under ledning av regissören Ada Berger. 

## Ombyggnaden av Hippodromen
Under teaterchef Kitte Wagners ledarskap på Malmö Stadsteater påbörjades 2021 en ny renovering efter många år av intensiv teaterverksamhet. Den gamla Hippodromen och dess kringliggande utrymmen blir mer tillgängliga. Hippodromen står klar för återinvigning våren 2023. Ombyggnaden är utförd av Haworth Tompkins och White Arkitekter. De brittiska teaterarkitekterna Haworth Tompkins är specialiserad inom byggnader för kulturverksamhet och har genom åren arbetat med ett stort antal teatrar framförallt i Storbritannien. Malmö Stadsteaters Hippodrom är deras första ombyggnadsprojekt i Sverige.

## Ursprungliga Malmö Stadsteaters teaterchefer
- Sandro Malmquist (1944–1947)
- Stig Torsslow (1947–1950)
- Lars-Levi Læstadius (1950–1960)
- Gösta Folke (1960–1977)
- Rolf Rembe (1977–1980)
- Holger Reenberg (1980–1983)
- Claes Sylwander (1983–1989)
- Lars Larsson (1989–1992)
- Bengt Hall (1992–1993)

## Teaterchefer för den fristående dramatiska teatern sedan 1993
- Staffan Valdemar Holm (1993–1998)
- Nicolai Vemming (1998–2000)
- Thomas Nyh (2000–2001)
- Leif Jönsson (2001)
- Anders Lerner (2001–2007)
- Petra Brylander och Jesper Larsson (2007–2014)
- Petra Brylander (2014–2016)
- Leif Jönsson (2016)
- Kitte Wagner (2016–2023)
- Petra Brylander (2024-)